# Principato dei Castriota
Il Principato dei Castriota (in albanese Principata e Kastriotit) fu uno dei principati albanesi durante il tardo medioevo. Fu creato da Pal Castriota che lo governò fino al 1407. Il principato fu in seguito governato dal figlio Giovanni Castriota fino alla sua morte nel 1437 e dall'eroe nazionale dell'Albania, Scanderbeg.

## Formazione
Giovanni Castriota deteneva originariamente solo due piccoli villaggi. In breve tempo riuscì ad ampliare le sue terre tanto da diventare il signore incontrastato dell'Albania Centrale. Sposò Voisava Tripalda che diede alla luce 5 figlie, Mara, Jela, Angjelina, Vlajka e Mamica, e 4 figli, Reposh, Stanisha, Kostandin e Giorgio Castriota (che sarebbe diventato noto come Scanderbeg). Giovanni Castriota fu tra coloro che si opposero alla prima invasione del sultano ottomano Bayezid I, ma la sua resistenza fu inefficace. Il sultano, dopo aver accettato le sue richieste, lo obbligò a rendere i tributi per garantire la fedeltà dei governanti locali e a mandare i suoi tre figli alla corte del Sultano come ostaggi. Il giovane Giorgio Castriota, dopo la sua conversione all'Islam, frequentò la scuola militare a Edirne e condusse molte battaglie vittoriose per l'Impero ottomano. Per le sue vittorie militari, fu soprannominato Scanderbeg e ricevette il titolo di Arnavutlu İskender Bey, (in albanese: Skënderbe shqiptari, in italiano: Alessandro Signore, l'albanese) paragonando lo splendore militare di Castriota a quello di Alessandro Magno.

## Ascesa di Scanderbeg
Scanderbeg si distinse come uno dei migliori ufficiali in diverse campagne ottomane sia in Asia Minore che in Europa, e il Sultano lo nominò generale. Combatté contro greci, serbi e ungheresi e alcune fonti affermano che mantenesse legami segreti con Ragusa, Venezia, Ladislao V d'Ungheria e Alfonso I di Napoli. Il sultano Murat II gli diede il titolo di vali che lo rese governatore generale. Il 28 novembre 1443, Scanderbeg vide la sua opportunità di ribellarsi dopo la battaglia di Niš contro gli ungheresi guidati da Giovanni Hunyadi a Niš come parte della crociata di Varna. Cambiò schieramento insieme ad altri 300 albanesi in servizio nell'esercito ottomano. Dopo un lungo viaggio in Albania, alla fine catturò Krujë falsificando una lettera del Sultano al governatore di Krujë, che gli garantiva il controllo del territorio. Dopo aver catturato il castello, Scanderbeg abiurò l'Islam e si proclamò vendicatore della sua famiglia e del suo paese. Alzò una bandiera raffigurante un'aquila bicipite, antico simbolo utilizzato da varie culture dei Balcani (soprattutto l'Impero bizantino), che in seguito divenne la bandiera albanese. Il governatore fu ucciso mentre tornava a Edirne, ignaro delle intenzioni di Scanderbeg. Scanderbeg si alleò con Giorgio Arianiti  (nato Gjergj Arianit Komneni) e sposò sua figlia Donika (nata Marina Donika Arianiti).

## Lega di Alessio
Dopo la cattura di Krujë, Scanderbeg riuscì a riunire tutti i principi albanesi nella città di Alessio. Lo storico Edward Gibbon scrive che:
Con questo supporto, Scanderbeg costruì fortezze e organizzò una forza di difesa mobile che costrinse gli ottomani a disperdere le loro truppe, lasciandoli vulnerabili alle tattiche mordi e fuggi degli albanesi. Riuscì a creare la Lega di Alessio, una federazione di tutti i principati albanesi. I membri principali della lega erano Arianiti, Balsha, Dukagjini, Muzaka, Spani, Thopia e Crnojevići. Per 25 anni, dal 1443 al 1468, l'esercito di 10.000 uomini di Scanderbeg marciò attraverso il territorio ottomano vincendo costantemente contro forze ottomane più grandi e meglio fornite. Minacciati dai progressi ottomani nella loro patria, l'Ungheria, e successivamente Napoli e Venezia - i loro ex nemici - fornirono la spina dorsale finanziaria e il sostegno all'esercito di Scanderbeg. Nel 1450 cessò di funzionare come originariamente previsto, e solo il nucleo dell'alleanza sotto Scanderbeg e Araniti Comino continuò a combattere.
La Lega di Alessio si distinse per la prima volta sotto Scanderbeg nella battaglia di Torvioll dove sconfisse le forze ottomane. La vittoria di Scanderbeg fu elogiata in tutto il resto d'Europa. La battaglia di Torvioll aprì così la guerra di un quarto di secolo tra l'Albania di Scanderbeg e l'Impero ottomano.
Il 14 maggio 1450, un esercito ottomano, più grande di qualsiasi forza precedente incontrata da Scanderbeg o dai suoi uomini, prese d'assalto e travolse il castello della città di Kruja, capitale del Principato dei Castriota. Questa città era particolarmente simbolica per Scanderbeg perché era stato nominato suba di Kruja nel 1438 dagli ottomani. I combattimenti durarono quattro mesi e oltre mille albanesi persero la vita mentre oltre 20.000 ottomani morirono in battaglia.  Anche così, le forze ottomane non furono in grado di catturare la città e non ebbero altra scelta che ritirarsi prima dell'arrivo dell'inverno. Nel giugno 1446, Maometto II, noto come "il conquistatore", guidò un esercito di 150.000 soldati a Kruja ma non riuscì a catturare il castello. La morte di Scanderbeg nel 1468 non pose fine alla lotta per l'indipendenza e i combattimenti continuarono fino al 1481, sotto Lekë Dukagjini, quando le terre albanesi furono costrette a soccombere agli eserciti ottomani.